# صور من العراق
صور من العراق هو فيلم وثائقي من عام 2022 للمخرج الاسكتلندي روبي فريزر والمصور الصحفي الاسكتلندي ديفيد برات، والذي يتبع برات وهو يزور مواقع في العراق قام بتغطية أحداثها خلال عام 1991، وأثناء غزو العراق عام 2003.

## ملخص القصة
تتبع الصور من العراق برات أثناء عودته إلى الموصل والقيارة وكركوك وأربيل في منطقة كردستان المستقلة.
في الفيلم الوثائقي يلتقي ديفيد برات باللواء سيروان بارزاني، والسياسيات في حزب حرية كردستان، والصحفي أوربان حامد.
يتنقل الفيلم الوثائقي بين لقطات حديثة صورها روبي فريزر، ولقطات أرشيفية من عام 1991 وعام 2003 لديفيد برات في العراق، والتصوير الفوتوغرافي الذي التقطه برات عام 2003. ويتضمن لقطات من اللحظة التي أعلن فيها أبو بكر البغدادي عن تشكيل الدولة الإسلامية.

## إنتاج
موّل إنتاج الفيلم من قبل Screen Scotland و BBC Persian و BBC Scotland وTerranoa (شركة فريزر). الفيلم وإخراجه أنتج من قبل فريزر وبرات. وهو تكملة لفيلم فريزر الوثائقي لعام 2020 Pictures from Afghanistan والذي ظهر فيه برات أيضًا (على الرغم من أنه لم يكن مخرجًا لهذا الفيلم الوثائقي).
لتقليل عدد الاجتماعات خلال جائحة كوفيد-19، باشر المنتجون بتصوير فيلم Pictures from Iraq وفيلم Pictures from the Balkans القادم في نفس الفترة الزمنية التي استمرت أربعة أسابيع. تأثر أسلوب الإنتاج بفيلم Anthony Bourdain: Parts Unknown.

## عرض الفيلم
عرض فيلم صور من العراق لأول مرة في مهرجان غلاسكو السينمائي في مارس 2022.

## الاستقبال النقدي
ووصفت صحيفة هيرالد اللقطات بأنها مثيرة للمشاعر، ووصفها ناقد الأفلام الوثائقية جيفري ماكناب بأنها مؤلمة.
ووصف بول ترينر، في مقال كتبه في صحيفة غلاسكو، الرحلة بأنها "رحلة رائعة وشخصية للغاية".